# بنجامين دبليو. إدواردز
بنجامين دبليو. إدواردز (بالإنجليزية: Benjamin W. Edwards)‏ هو سياسي أمريكي، ولد في 1780، وتوفي في 1837.